# Aleksiej Paramonow
Aleksiej Aleksandrowicz Paramonow, ros. Алексей Александрович Парамонов (ur. 21 lutego 1925 w Borowsku, w guberni kałuskiej, Rosyjska FSRR, ZSRR, zm. 24 sierpnia 2018 w Moskwie) – rosyjski piłkarz, grający na pozycji obrońcy, pomocnika lub napastnika, hokeista, reprezentant ZSRR, olimpijczyk, trener piłkarski.
Pochowany na Cmentarzu Wagańkowskim w Moskwie.

## Kariera piłkarska

### Kariera klubowa
W 1944 rozpoczął karierę piłkarską w klubie Stroitiel Moskwa, skąd w 1946 przeszedł do WWS Moskwa. W końcu lata 1947 przeniósł się do Spartaka Moskwa, w którym występował do zakończenia kariery piłkarskiej w 1959.

### Kariera reprezentacyjna
8 września 1954 zadebiutował w reprezentacji Związku Radzieckiego w spotkaniu towarzyskim ze Szwecją wygranym 7:0. Ponadto występował w olimpijskiej reprezentacji Związku Radzieckiego, w składzie której zdobył złoty medal na Olimpiadzie w Melbourne 1956.

## Kariera trenerska
Po zakończeniu kariery piłkarskiej rozpoczął pracę szkoleniową. W maju 1960 ukończył Instytut Pedagogiczny w Moskwie i otrzymał dyplom nauczyciela wychowania fizycznego. Od 1 czerwca 1960 pracował na różnych stanowiskach w Zarządzie Piłki Nożnej ZSRR, a potem w Federacji Piłki Nożnej. W latach 1960–1984 z przerwami pracował w sztabie szkoleniowym radzieckich reprezentacji różnych kategorii wiekowych.
Od 1965 do 1967 oraz od 1976 do 1977 samodzielnie prowadził tunezyjski klub Étoile Sportive du Sahel. Pełnił funkcję Przewodniczącego Komitetu Weteranów Rosyjskiego Związku Piłki Nożnej (RFS).

## Sukcesy i odznaczenia

### Sukcesy klubowe
- mistrz ZSRR: 1952, 1953, 1956, 1958
- wicemistrz ZSRR: 1954, 1955
- brązowy medalista mistrzostw ZSRR: 1948, 1949, 1957
- zdobywca Pucharu ZSRR: 1950, 1958
- finalista Pucharu ZSRR: 1952, 1957
- brązowy medalista mistrzostw ZSRR w hokeju: 1950, 1951
- mistrz Spartakiady Narodów ZSRR: 1956

### Sukcesy reprezentacyjne
- złoty medalista Igrzysk Olimpijskich: 1956

### Sukcesy trenerskie
- mistrz Tunezji: 1966
- finalista Pucharu Tunezji: 1967

### Sukcesy indywidualne
- wybrany do listy 33 najlepszych piłkarzy ZSRR: Nr 1 (1956), Nr 3 (1954)

### Odznaczenia
- tytuł Mistrza Sportu ZSRR:
- tytuł Zasłużonego Mistrza Sportu ZSRR: 1953
- tytuł Zasłużonego Trenera Rosyjskiej FSRR: 1980
- tytuł Zasłużonego Pracownika Kultury Fizycznej Rosyjskiej FSRR: 1985
- Order „Za zasługi dla Ojczyzny” klasy IV: 1999
- Order Honoru: 2005
- Order Przyjaźni: 1995
- Order „Znak Honoru”: 1957
- Medal jubileuszowy „W upamiętnieniu 100-lecia urodzin Władimira Iljicza Lenina”: 1970
- Medal „Za ofiarną pracę w Wielkiej Wojnie Ojczyźnianej 1941–1945”
- Medal „Weteran pracy”: 1985
- Medal jubileuszowy „60-lecia zwycięstwa w Wielkiej Wojnie Ojczyźnianej 1941–1945”: 2005
- Order Olimpijski: 2001
- Rubinowy Order UEFA „Za zasługi”: 2001
- Order UEFA „Za zasługi”: 2006